# 筑豊観光
株式会社筑豊観光（ちくほうかんこう）は、福岡県宮若市宮永に本社を置く運送事業を中心とした、総合サービス事業社である。
公益社団法人日本バス協会所属。
グループは「CHIKUHO GROUP」所属で、スローガンは、「何度でも、感動を。」である。

## 沿革
- 1977年1月12日 - 設立。創業者、伊藤秋義が、筑豊観光有限会社として営業を開始する。
- 2004年4月1日 - JR九州バスが廃止した清水・乙野循環線、日吉線、筑前畑線の廃止代替バスを、若宮町から委託を受けて運行開始。
- 2005年5月27日 - 霊柩車運送事業開始。
- 2009年4月 - 福丸 - 日吉、福丸 - 畑間廃止（地元タクシー会社運行の予約制乗合タクシーに変更）。
- 2009年9月 - 商号を株式会社に変更し、株式会社筑豊観光とする。
- 2009年9月 - 伊藤達也代表取締役就任。
- 2011年11月21日 - レンタカー事業開始。
- 2012年4月 - 福丸 - 日吉線、宮若市から委託を受けて運行開始。
- 2017年4月 - 宮若市小中一貫校、宮若西小学校スクールバス、宮若市から委託を受けて運行開始。
- 2019年10月 - 福丸 - 福間線、宮若市から委託を受けて運行開始。
- 2021年2月 - 福丸清水線、2月末をもって廃止。
- 2021年4月1日 - 鞍手町立保育所送迎バス、鞍手町から委託を受けて運行開始。
- 2022年4月1日 - 宮若西小学校スクールバス、宮若市から委託を受けて運行開始。
- 2024年3月9日 - 伊藤太志代表取締役就任。
- 2024年4月1日 - 鞍手町立保育所送迎バス、鞍手町から委託を受けて運行開始。

## 観光バス
大型バス・中型バス・小型バス・マイクロバス・ミニバスで観光旅客事業を展開している。車輌のカラーは青、ステッカーは黄色で社名を入れている。
中型特別サロンバスを保有し、独立式三列シートとなっており、豪華な仕様となっている。

## 乗合バス

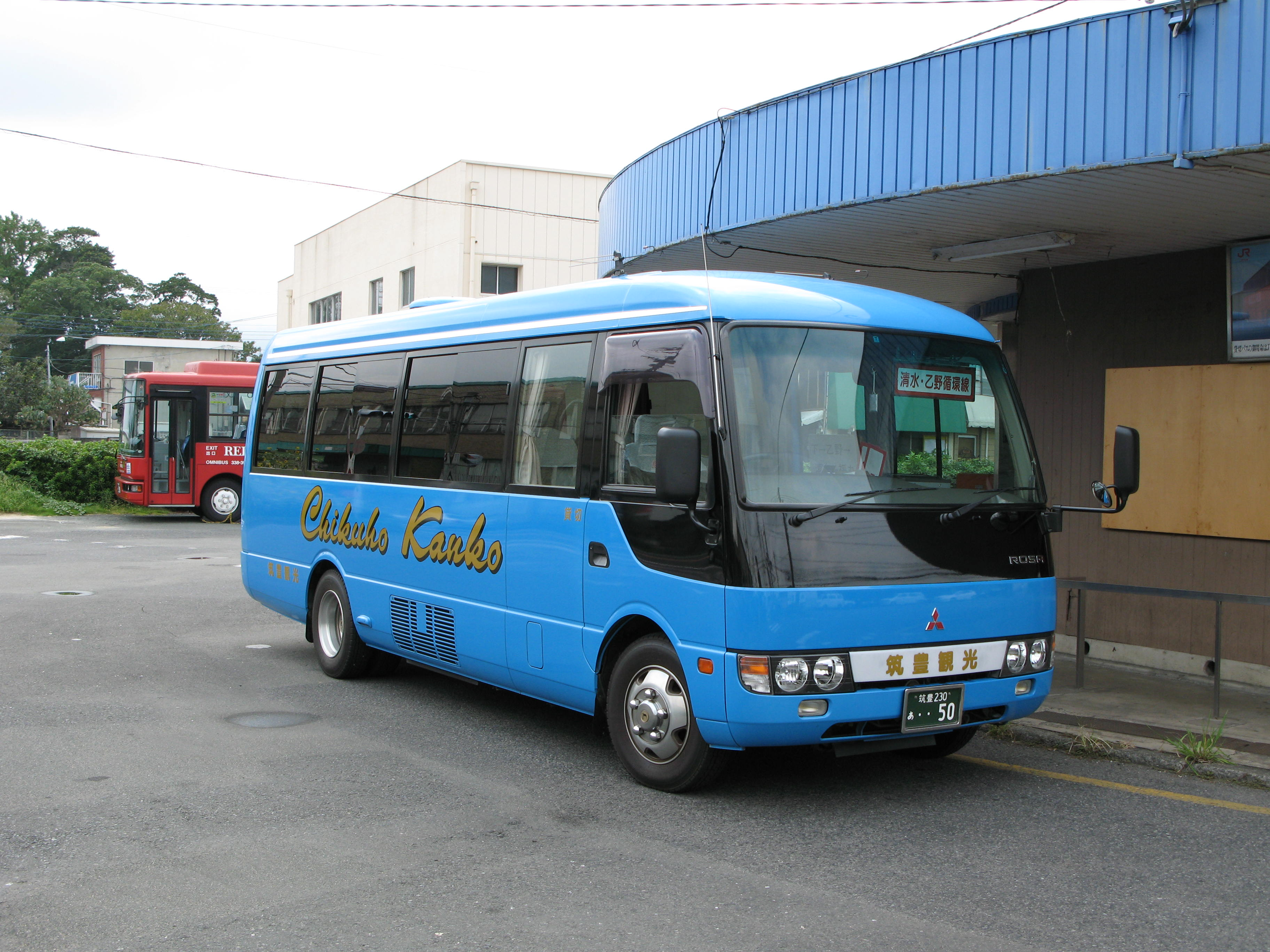
路線バスの車両

乗合旅客運送を通じ宮若市乗合バスを運行している。
現在運行している路線は、以下の通り。
福丸・日吉循環線
- JR福丸バス停 - 筑前下 - 筑前日吉 - 縁山公民館前

福丸・福間循環線
- JR福丸バス停 - イオンモール福津 - 福間駅

### かつて運行していた路線
- JR福丸バス停 - 筑前畑
- JR福丸バス停 - 筑前日吉
- JR福丸バス停 - 清水乙野線

## 貨物自動車
貨物自動車運送を通じ一般貨物事業を展開している。
霊柩車運送事業も行っており、霊柩車を保有している。

## 普通車レンタカー
使用時間、オプションなどにより、普通車レンタカー事業を展開している。

## その他付属するサービス
各部門に関わる付属サービスを展開している。